# ماریوش زانیفسکی
ماریوش زانیفسکی (لهستانی: Mariusz Zaniewski؛ زادهٔ ۱۹ اکتبر ۱۹۷۷) بازیگر اهل لهستان است.
از فیلم‌ها یا مجموعه‌های تلویزیونی که وی در آن‌ها نقش داشته‌است، می‌توان به بدون پنهان‌کاری، صفر، نشانه‌گذاری‌شده، اولا بی‌ریخته، دوستان، خانه کشیش، ع چون عشق، کارول: مردی که پاپ شد، عشق اول، طایفه، کارآگاهان جنایی، مادران، پرستار کودک، در خوشی و سختی، قانون حقیقی، رنگ‌های خوشبختی، در خیابان سپولنی، مجرد، راه‌های آزادی، کشیشان، پدر متیو، دهن‌به‌دهن، دیگر هرگز برف نخواهد آمد و عشق بزرگ کوچک اشاره نمود.